# Abu al-Fadul
Abu al-Fadul (arab. أبو الفضل/السطرية) – nieistniejąca już arabska wieś, która była położona w Dystrykcie Ramli w Mandacie Palestyny. Wieś została wyludniona i zniszczona podczas I wojny izraelsko-arabskiej, po ataku Sił Obronnych Izraela w dniu 13 lipca 1948.

## Położenie
Abu al-Fadul leżała we wschodniej części równiny Szaron. Według danych z 1945 do wsi należały ziemie o powierzchni 2 870 ha. We wsi mieszkało wówczas 510 osób.
| własność gruntów | powierzchnia gruntów (hektary) |
| ---------------- | ------------------------------ |
| Arabowie         | 2 717                          |
| Żydzi            | 0                              |
| publiczne        | 153                            |
| Razem            | 2 870                          |

| Rodzaj użytkowanych gruntów | Arabowie (hektary) | Żydzi (hektary) |
| --------------------------- | ------------------ | --------------- |
| uprawy cytrusów             | 818                | 0               |
| uprawy nawadniane           | 822                | 0               |
| uprawy zbóż                 | 1 035              | 0               |
| nieużytki                   | 153                | 0               |
| zabudowane                  | 42                 | 0               |

## Historia
W okresie panowania Brytyjczyków Abu al-Fadul była małą wsią.
Podczas wojny domowej w Mandacie Palestyny w lutym 1948 w pobliżu wioski Abu al-Fadul członkowie żydowskiej organizacji paramilitarnej Irgun zamordowali dziesięciu Arabów. Była to akcja odwetowa za wcześniejsze ataki arabskie. Była ona także obliczona na „osłabienie arabskich moralów”. Na początku I wojny izraelsko-arabskiej w maju 1948 wieś zajęły arabskie milicje, które atakowały żydowską komunikację w okolicy. Podczas operacji Danny w nocy z 12 na 13 lipca 1948 wieś zajęli izraelscy żołnierze. Mieszkańcy zostali zmuszeni do opuszczenia swoich domów. Następnie wyburzono wszystkie domy.

## Miejsce obecnie
Tereny wioski Abu al-Fadul zostały przyłączone do miasteczka Be’er Ja’akow.
Palestyński historyk Walid Chalidi, tak opisał pozostałości wioski Abu al-Fadul: „Z oryginalnych prywatnych domów zachowało się jedynie pięć, które stoją opuszczone i grożą zawaleniem. Jeden z tych domów jest położony na skraju zagajnika cytrusów. Został on wybudowany z cementowych bloków, z prostokątnymi oknami i drzwiami, oraz spadzistym dachem”.